# Эуклихт
Эуклихт (лат. Euclichthys polynemus) — вид морских лучепёрых рыб из отряда трескообразных. Единственный вид в роде эуклихтов (Euclichthys) и семействе эуклихтовых, или эвклихтиевых (Euclichthyidae). Распространены в юго-западной части Тихого океана и юго-восточной части Индийского океана. Максимальная длина тела 35 см. Морские бентопелагические рыбы.

## Описание
Тело удлинённое, сужается к хвостовому стеблю.  Рот большой. Подбородочный усик отсутствует. Два спинных плавника разделены небольшим промежутком. Первый спинной плавник высокий с коротким основанием, в нём 12—15 мягких лучей. Второй спинной плавник с длинным основанием, доходящим до хвостового стебля, с 74—77 мягкими лучами. В анальном плавнике передняя часть с 15 лучами высокая, за ней следует задняя лопасть с примерно 77 низкими лучами, высота которых возрастает у хвостового стебля. Брюшные плавники расположены под головой; четыре мягких луча не соединены между собой мембранами, самый длинный луч достигает анального отверстия. Хвостовой плавник маленький, асимметричный; нижняя лопасть с более длинными лучами.
Тело бледное с черноватым оттенком на нижней части головы, в передней части тела и у анального отверстия. Верхний край первого спинного плавника, задняя часть второго спинного плавника и хвостовой плавник с тёмными краями.
Максимальная длина тела 35 см, обычно до 22,5 см.

## Ареал и места обитания
Распространены в юго-западной части Тихого океана у берегов Австралии от Квинсленда до Тасманова моря; вокруг Новой Зеландии и далее до Западной Австралии. Морские бентопелагические рыбы. Обитают на глубине от 250 до 800 м.

## Таксономическое замечание
В 2020 году проведена ревизия семейства Euclichthyidae и выделено два новых вида.